# Simione Tamanisau
Simione Tamanisau (5 de junio de 1982) es un futbolista fiyiano que juega como arquero en el Rewa.

## Carrera
Debutó en 2003 en el Rewa FC, en el último semestre de 2010 fue cedido al Hekari United papú para disputar la Copa Mundial de Clubes de la FIFA 2010, luego volvió al Rewa para, en 2011, emigrar al Ba FC. Recaló en el Lautoka FC en 2012 y en 2015 firmó con el Nadi. En 2016 regresó al Rewa.

### Clubes
| Club                         | País               | Año               |
| ---------------------------- | ------------------ | ----------------- |
| Rewa FC                      | Fiyi               | 2003 - 2011       |
| Hekari United                | Papúa Nueva Guinea | 2010 (a préstamo) |
| Ba Football Association      | Fiyi               | 2011              |
| Lautoka Football Association | Fiyi               | 2012 - 2015       |
| Nadi FC                      | Fiyi               | 2015 - 2016       |
| Rewa FC                      | Fiyi               | 2016 - Presente   |

### Selección nacional
En representación de Fiyi disputó la Copa de las Naciones de la OFC 2004, 2008, 2012 y 2016. Además, obtuvo la medalla de oro en los Juegos del Pacífico Sur 2003 y la de plata en 2007.